# Pinar de Chamartín (stanice metra v Madridu)
Pinar de Chamartín (plným názvem španělsky Estación de Pinar de Chamartín; doslovně přeloženo jako „Chamartínský bor“) je stanice metra a lehkého metra v Madridu. Nachází se na křižovatce ulic Arturo Soria a Dalia ve stejnojmenné čtvrti v obvodu Ciudad Lineal. Stanice funguje jako konečná linek metra 1 a linky 4 a linky lehkého metra (tramvaje) ML-1 a slouží k přestupu mezi nimi. Stanice se nachází v tarifním pásmu A a je bezbariérově přístupná.

## Historie
Stanice metra Pinar de Chamartín vznikla 11. dubna 2007 jako přestupní stanice v rámci prodloužení linek 1 a 4. O měsíc a půl později, 24. května byla otevřena stanice linky ML-1 lehkého metra.

## Popis
Linky 1 a 4 mají společné nástupiště na stejné úrovni. O úroveň výše se nachází přestupní hala a ještě o něco výše se kolmo na zbývající linky nachází nástupiště linky ML-1. Stanice má jediný výstup do ulice Arturo Soria (přibližně na úrovni č. o. 330. Tento výstup ústí do zmíněné přestupní haly. Linka ML-1 je od zbývajících linek oddělena turnikety, nicméně jízdenky jsou platné pro všechny linky a přestup je tedy zdarma.
Obložení stěn stanice Vitrex je žluté barvy. Ve přestupní hale stanice je umístěn coby exponát starý tramvajový vůz č. 477, vyrobený roku 1908. Název stanice také upomíná plastika borovic v hale.

## Provoz
Jelikož je stanice přestupním uzlem a zastávkou pro mnohé městské a příměstské autobusy a nachází se v obytné čtvrti, je poměrně hojně využívaná.
Ve společné stanici linek 1 a 4 jsou umístěny obratové a odstavné koleje, nicméně vzhledem k nepříliš velké frekvenci jízd vlaků nejsou pro běžné obraty používány. Soupravy provádějí obrat přejezdem mezi kolejemi před vjezdem do stanice a tím pádem je používáno pouze jedno společné ostrovní nástupiště pro nástup i výstup na obou linkách.

## Budoucnost
Rozšíření linek se v nejbližší době neplánuje, i když existuje plán na rozšíření linky 1 směrem na madridské letiště a do čtvrti Valdebebas. Díky existujícímu železničnímu spojení je však zatím rozšíření nadbytečné.

## Fotogalerie

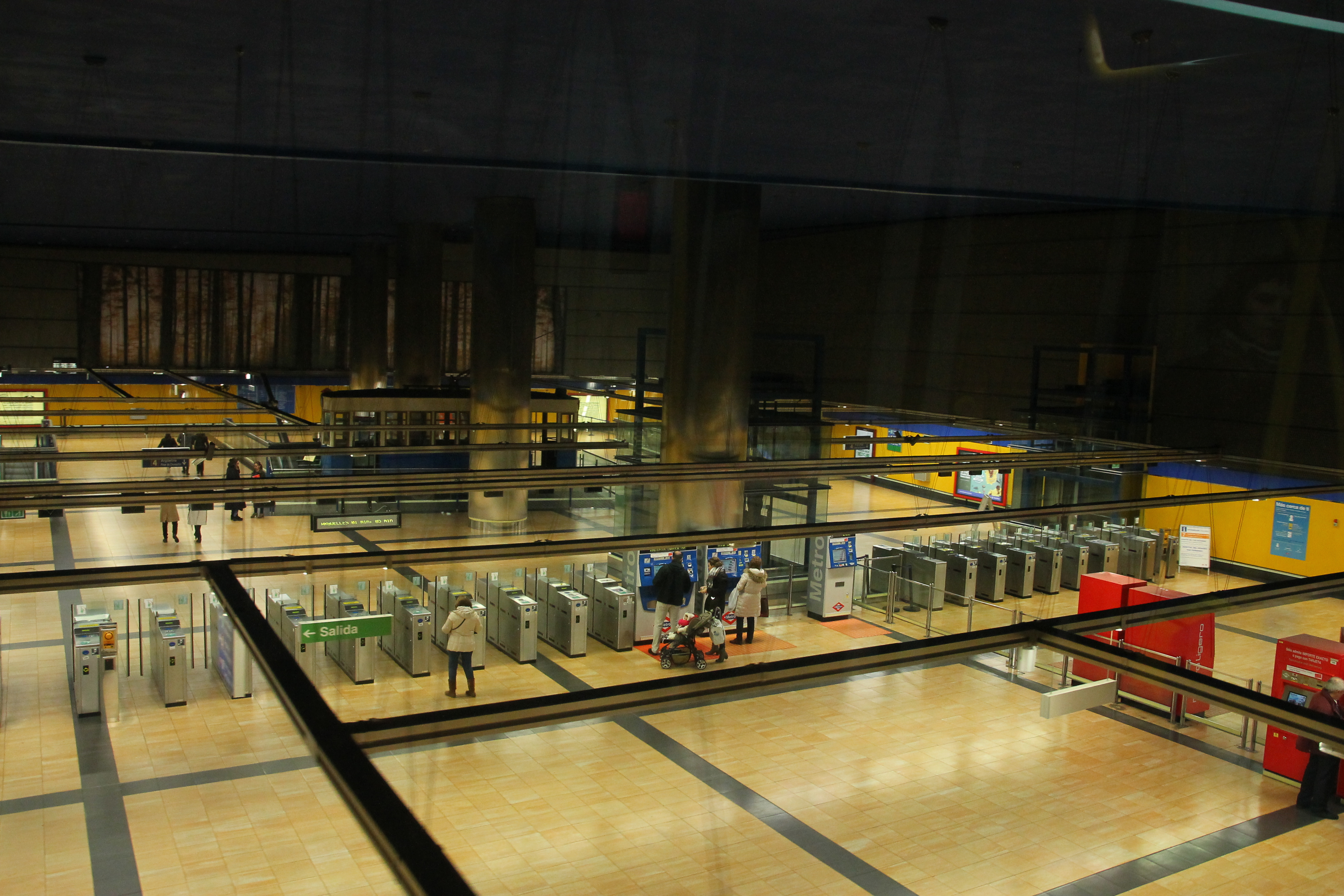
Přestupní hala
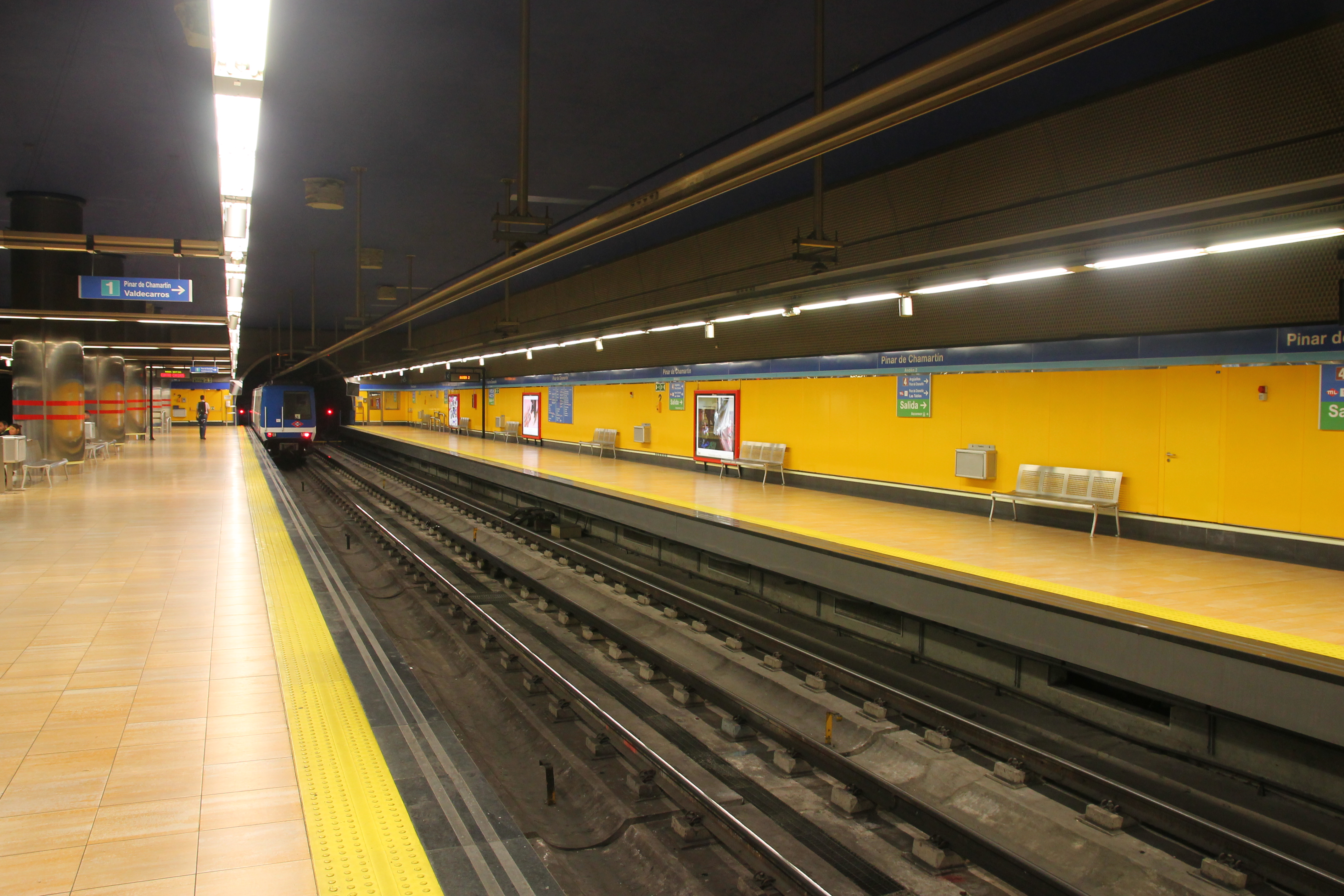
Nástupiště linky 1
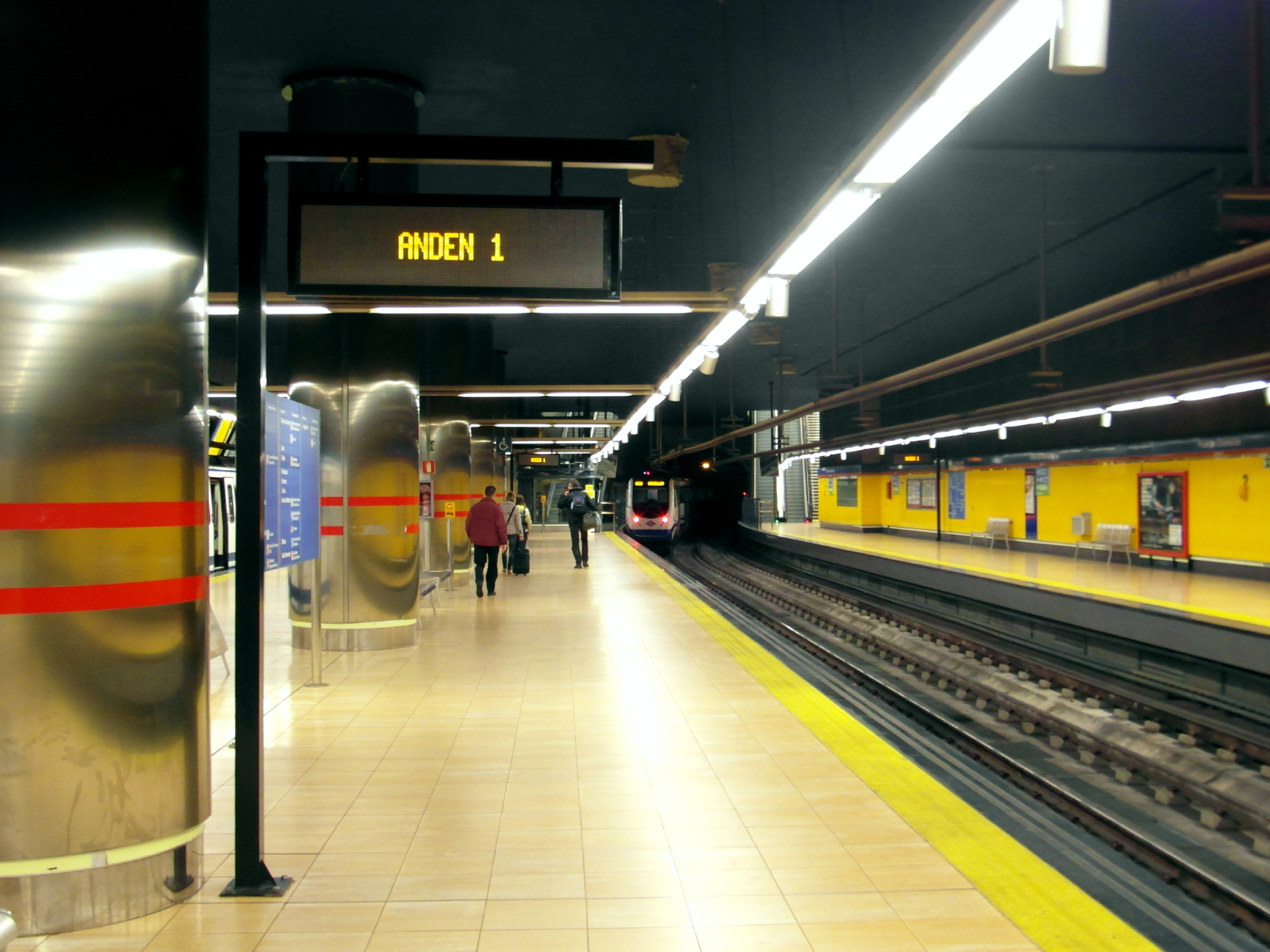
Nástupiště linky 4
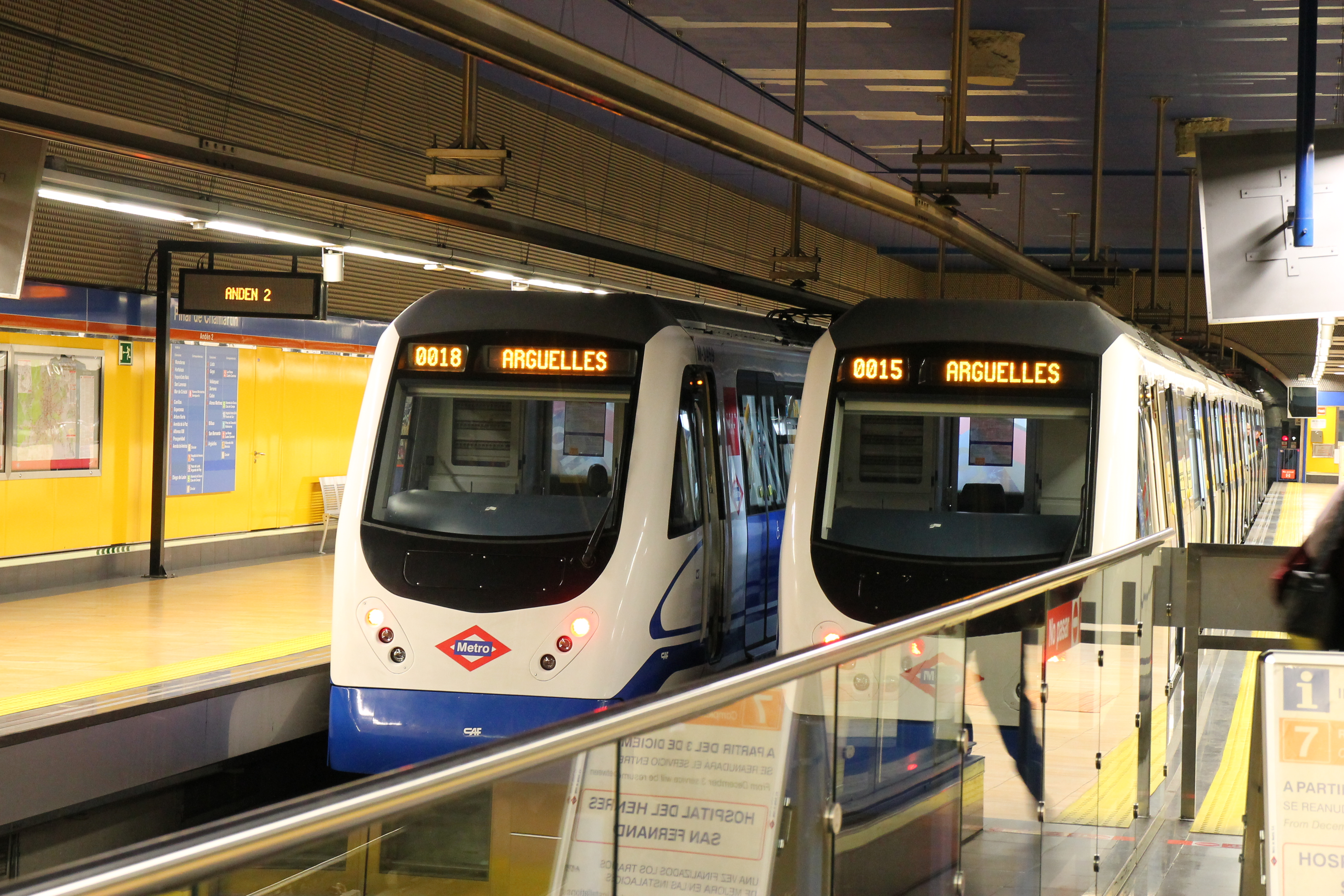
Vlaky řady 3000 linky 4
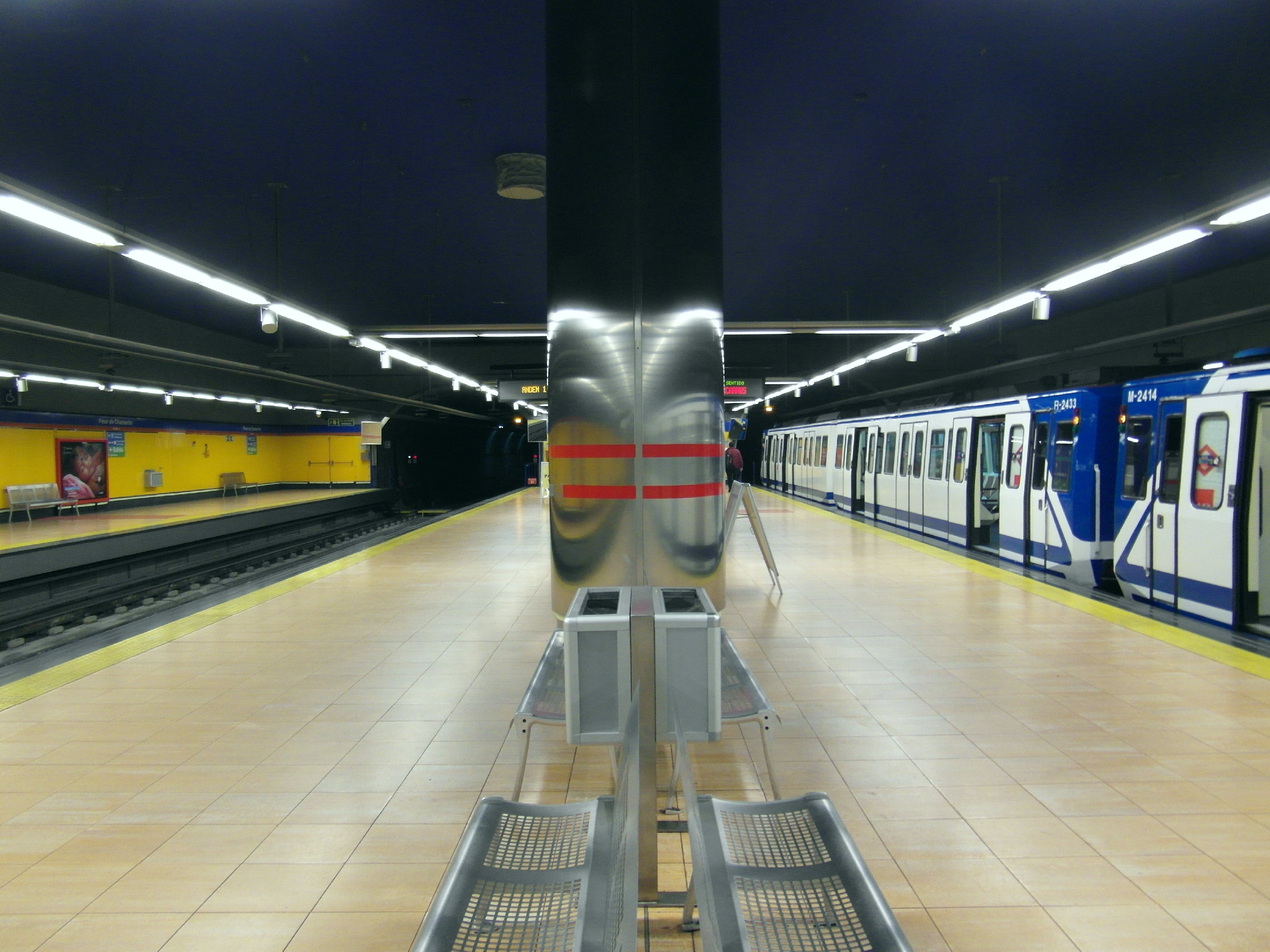
Středové nástupiště
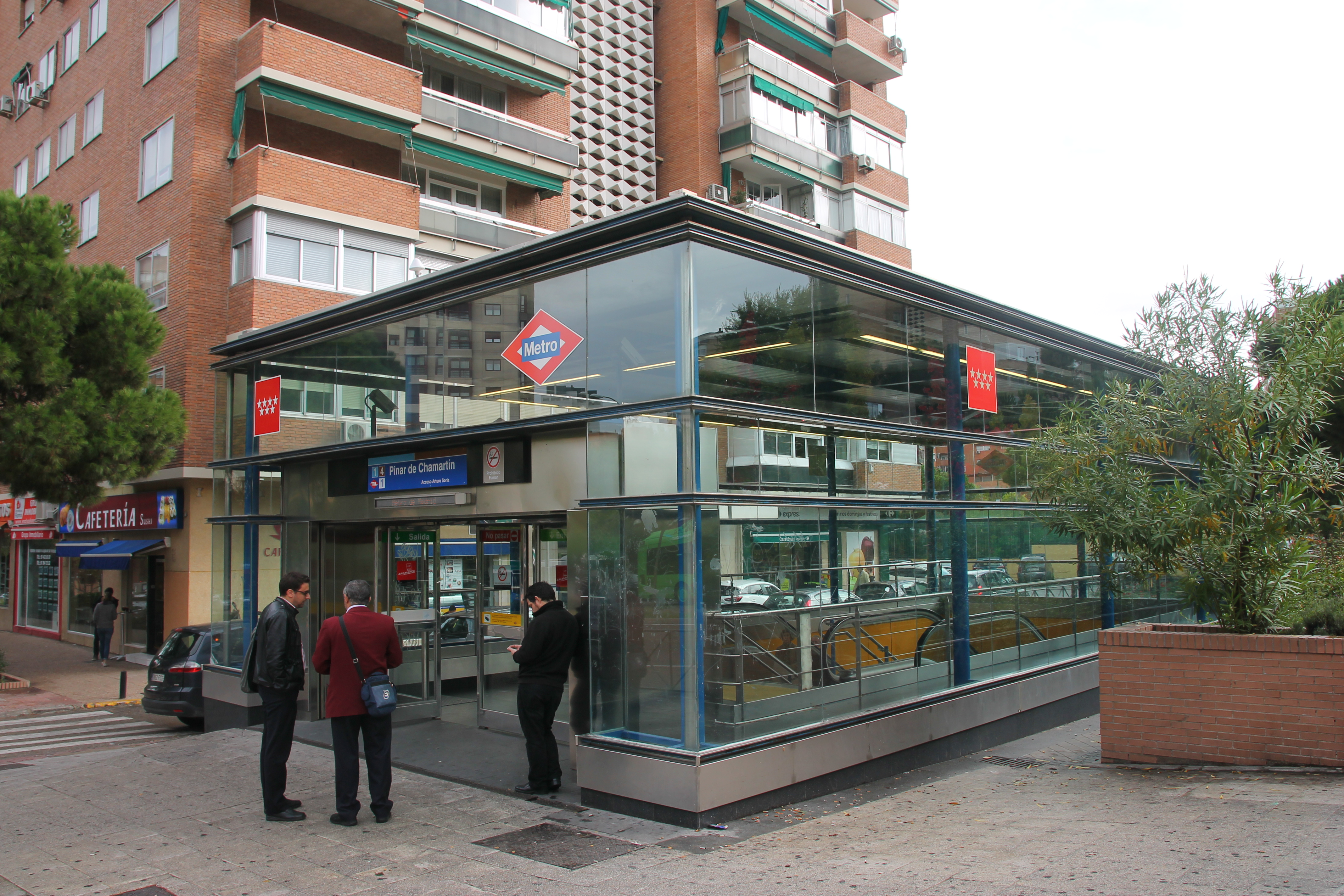
Vstup do stanice
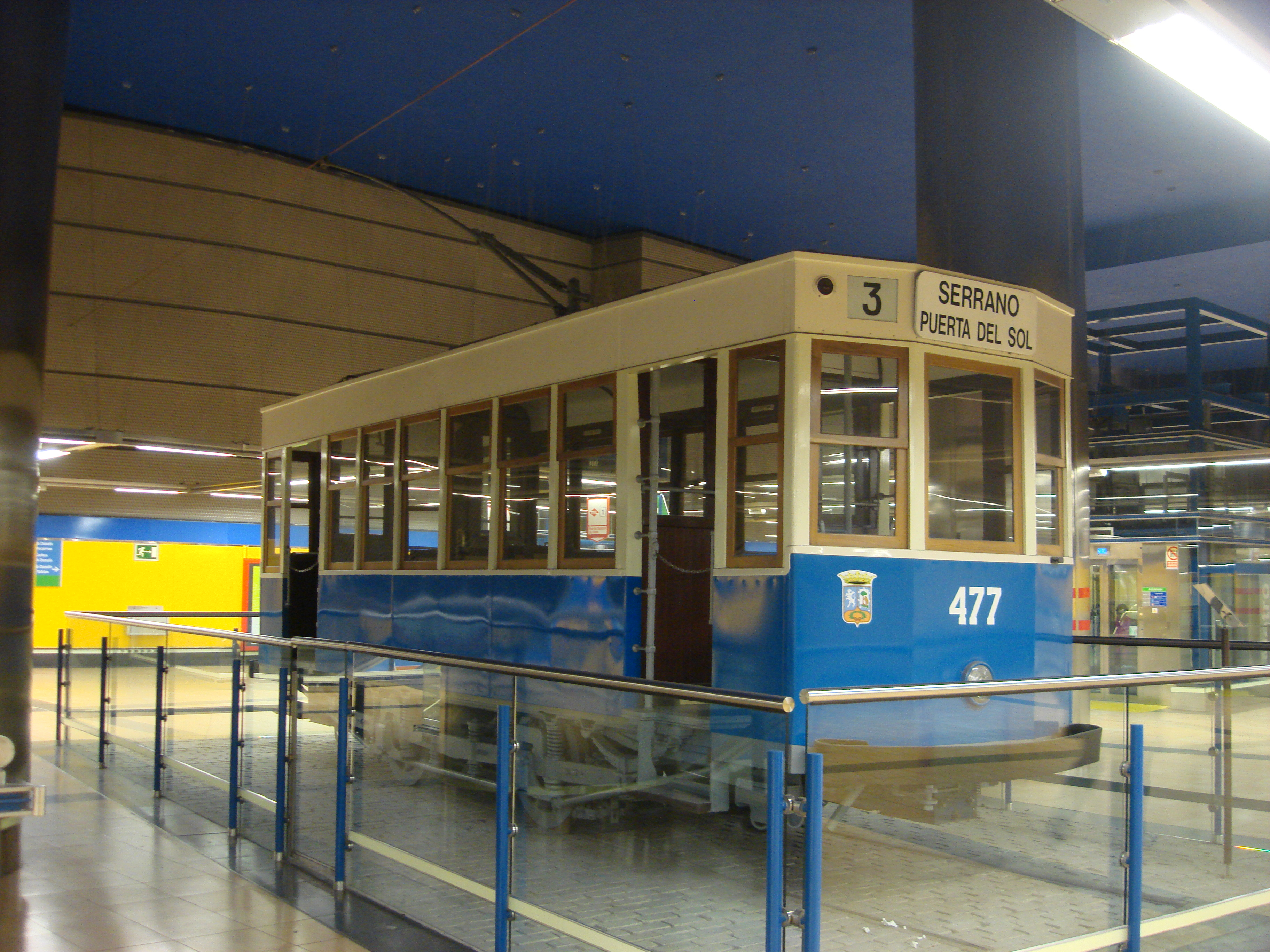
Stará tramvaj v hale
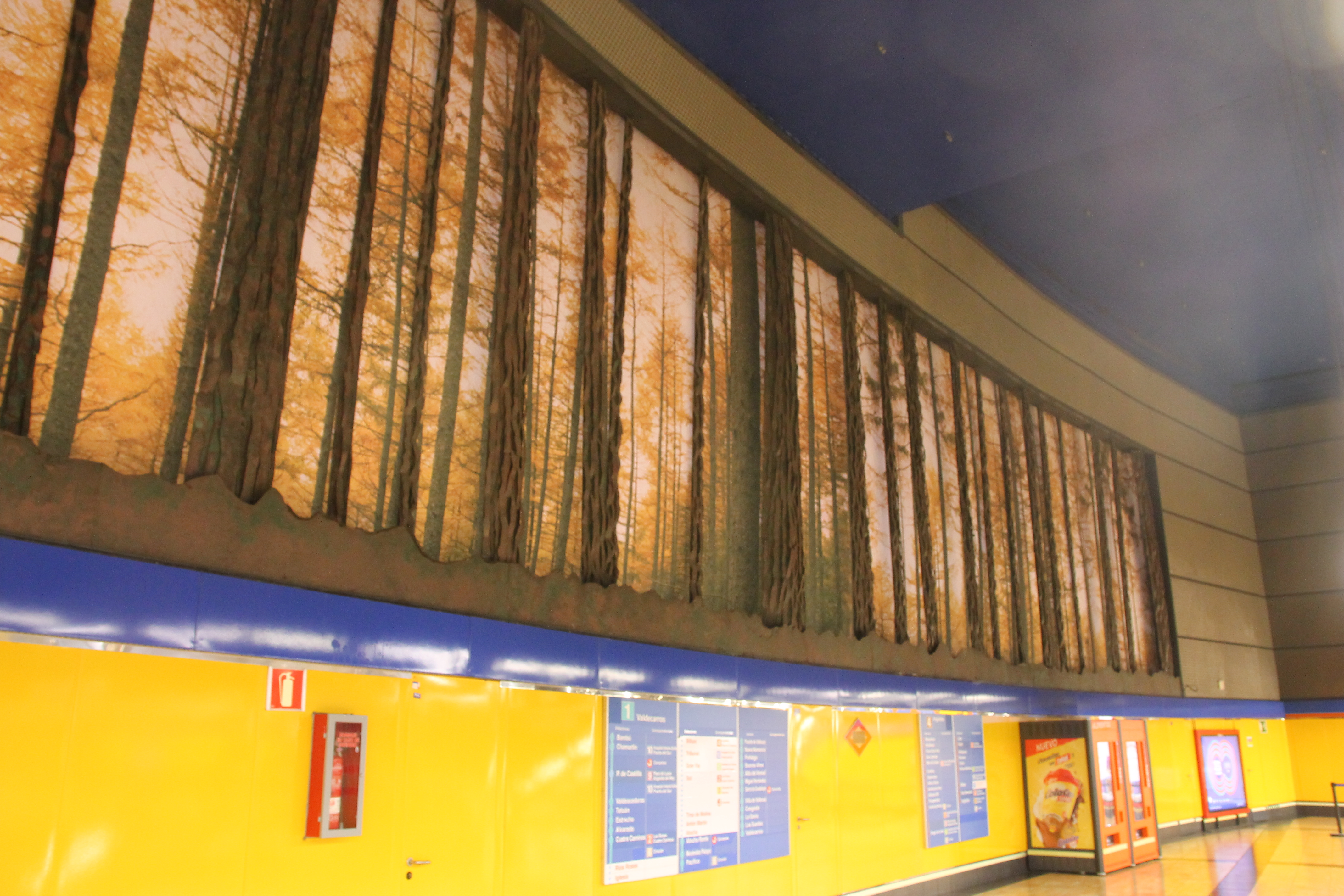
Výzdoba přestupní haly